# Мичиганский университет
Мичига́нский университе́т (англ. University of Michigan; часто сокращается до U of M) — публичный (государственный) исследовательский университет, расположенный в городе Анн-Арбор в штате Мичиган, США. Основан в 1817 году в Детройте, но спустя двадцать лет (в 1837 году) переехал в Анн-Арбор.
Мичиганский университет является старейшим университетом в штате, входит в состав так называемой «Общественной лиги плюща» (англ. Public Ivy) и Ассоциации американских университетов, а также имеет два дополнительных кампуса, расположенных в Дирборне и во Флинте. Число ныне живущих выпускников Мичиганского университета превышает 460 тыс. — это один из самых высоких показателей среди университетов мира. Мичиганский университет является одним из ведущих учебных и научных центров США.

## История университета
Мичиганский университет был основан в Детройте в 1817 году и был назван Университет Мичиганиа или Католепистемиад (англ. Catholepistemiad).
В 1837 году университет переехал в Анн-Арбор и первые занятия в 1841 году провели два профессора с семью студентами. К 1866 году было зарегистрировано 1205 студентов, многие из них были ветеранами гражданской войны. В 1871 году Мичиганский университет стал одним из первых университетов в США, который принимал на учёбу женщин.
В 1914 году первый уроженец Гавайских островов получил диплом этого университета.
Университет был популярен среди еврейских студентов из Нью-Йорка в 1920-х и 30-х годах, когда университеты Лиги плюща имели квоту на приём евреев. 14 октября 1960 года Джон Кеннеди высказал на ступеньках здания студенческого клуба идею о создании Корпуса мира. В 1980-х и 90-х годах университет обновил свой огромный госпитальный комплекс и исследовательские лаборатории в северном кампусе.
В 1961 году группа исследователей из Мичиганского университета  (P. A. Franken, A. E. Hill, C. W. Peters, G. Weinreich)  открыла важнейшее явление нелинейной оптики  -  генерацию оптических гармоник.
С 1 июля 2011 года на территории университета ввели запрет на курение.

## Структура университета

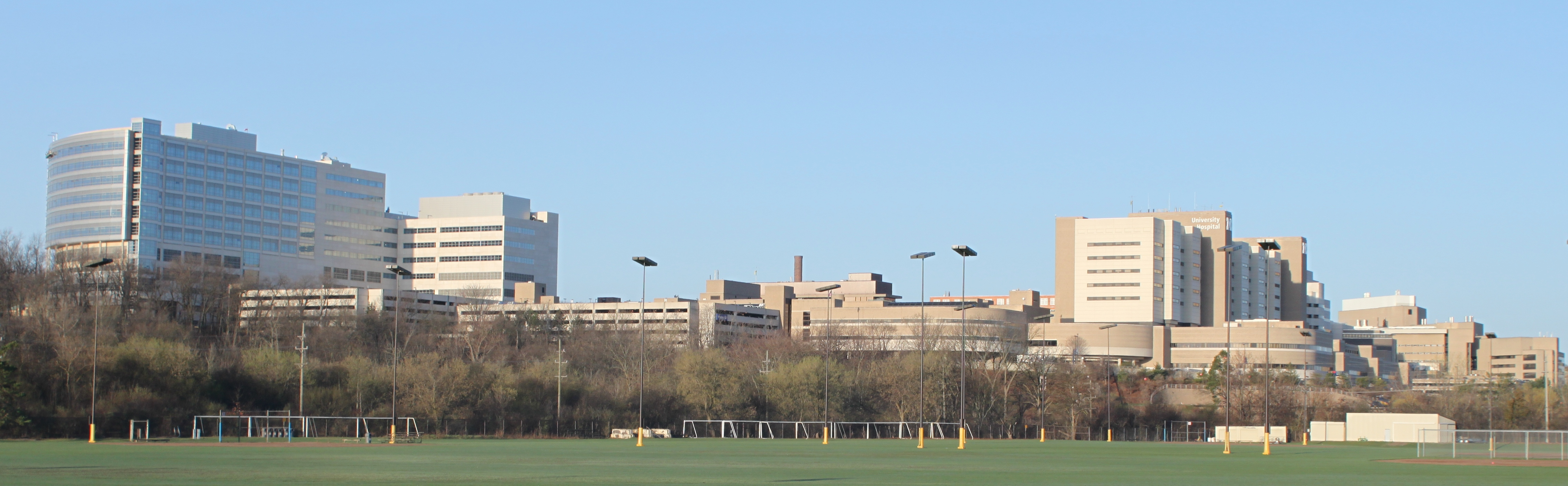
Медицинский центр Мичиганского университета

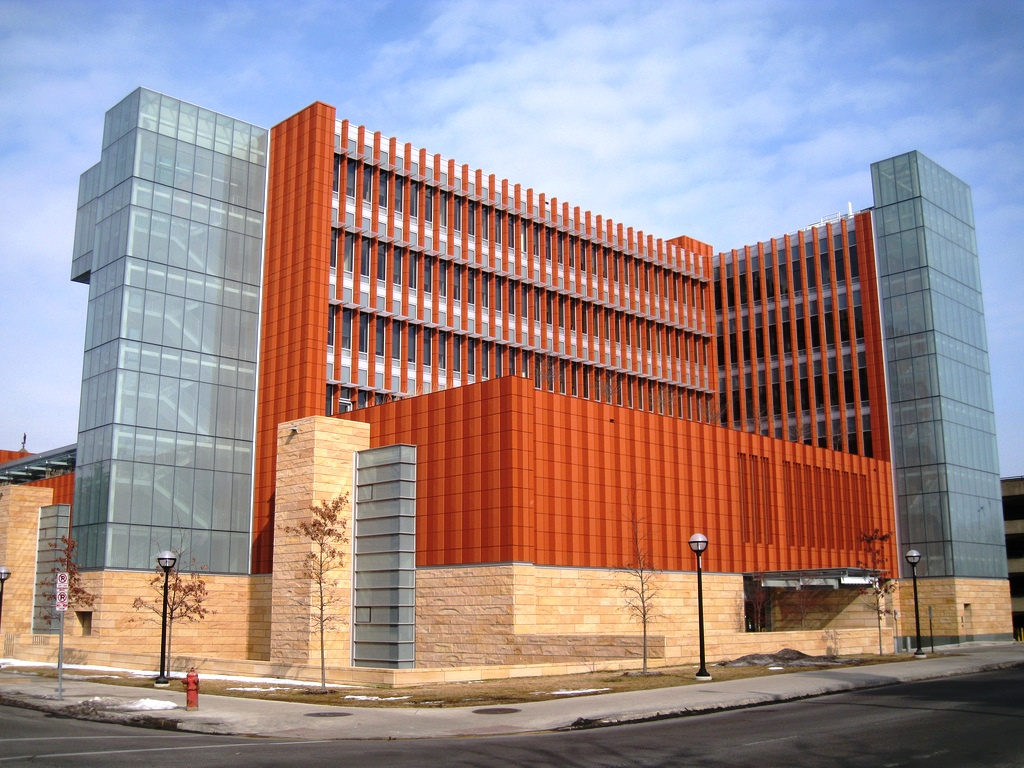
Бизнес-школа Росса Мичиганского университета

В состав Мичиганского университета входят три колледжа и 16 школ:
- Колледж литературы, науки и искусства (1841)
- Медицинская школа (1850)
- Колледж инженерного дела (1854)
- Юридическая школа (1859)
- Стоматологическая школа (1875)
- Фармацевтическая школа (1876)
- Школа музыки, театра и танца (1880)
- Школа сестринского дела (1893)
- Архитектурный и градостроительный колледж имени Альфреда Таубмана (1906)
- Высшая школа имени Горация Рекхема (1912)
- Школа публичной политики имени Джеральда Р. Форда (1914)
- Педагогическая школа (1921)
- Бизнес-школа имени Стивена Росса (1924)
- Школа природных ресурсов и окружающей среды (1927)
- Школа общественного здоровья (1941)
- Школа социальной работы (1951)
- Информационная школа (1969)
- Школа искусства и дизайна (1974)
- Школа кинезиологии

## Спортивные программы

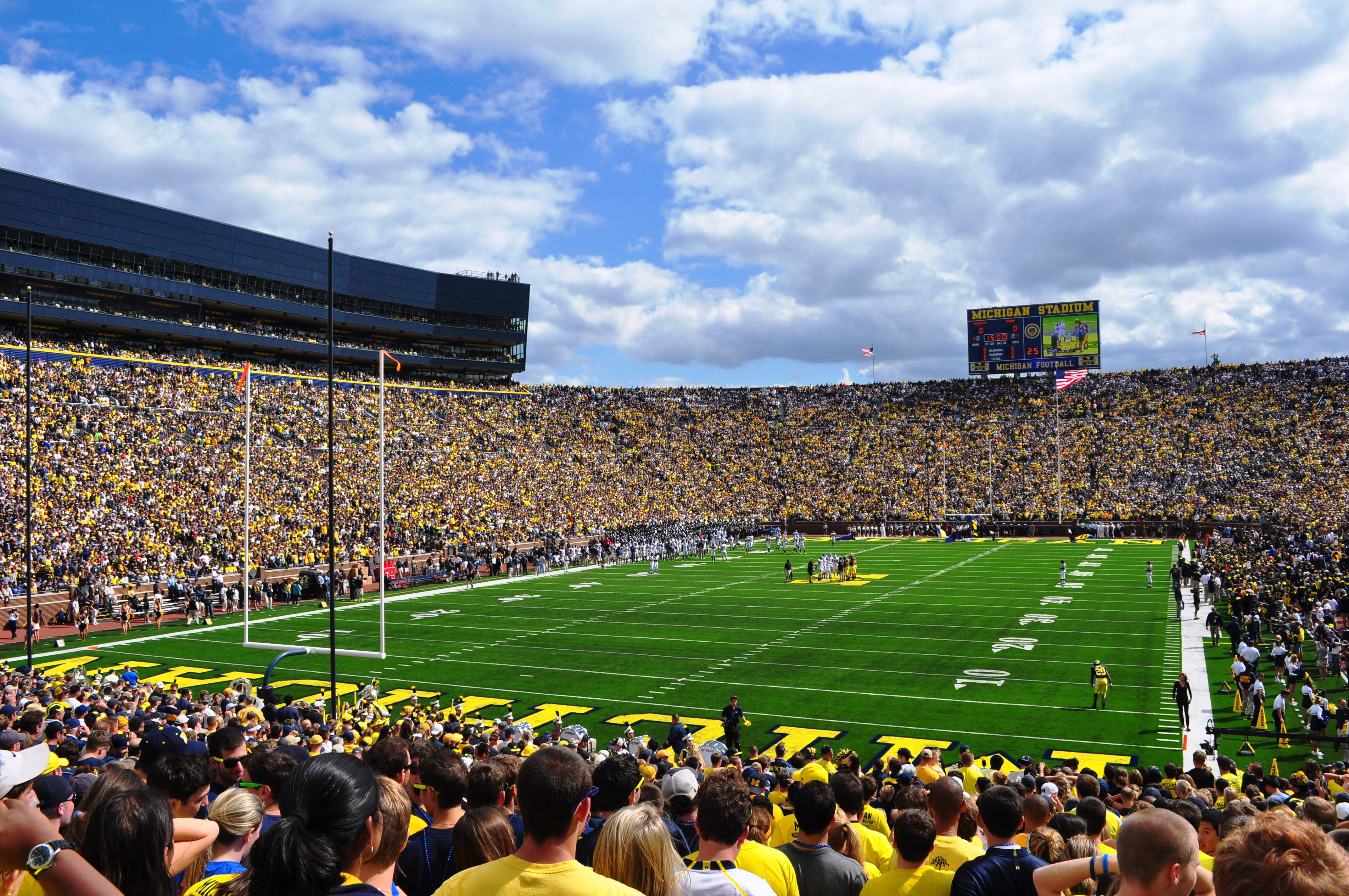
Матч по американскому футболу на «Мичиган-стэдиуме»

Все спортивные команды Мичиганского университета называются «Вулверинс», которые по всем видам спорта, кроме женского водного поло (здесь команда выступает в Университетской ассоциации водного поло), выступают в Football Bowl Subdivision и конференции Big Ten. Университет поддерживает 27 спортивных дисциплин — 13 мужских и 14 женских. В 10 из последних 14 лет Мичиганский университет занимал место в пятёрке сильнейших университетов по спортивным программам..
На конец сезона 2012 года университетская команда по американскому футболу занимает первое место в истории NCAA по количеству одержанных побед (903) и по проценту выигранных матчей (73,5 %). В 1902 году команда одержала верх в первом в истории Роуз Боуле. С 1968 по 2007 года «Мичиган Вулверинс» 40 сезонов подряд одерживали больше побед, чем терпели поражений, а с 1975 по 2007 год каждый год участвовали в боульных играх. «Вулверинс» 42 раза становились победителями конференции Big Ten, а также 11 раз становились национальным чемпионом (в последний раз в 1997 году). Трое игроков команды завоёвывали приз Хайсмена: Том Хармон, Десмонд Ховард и Чарльз Вудсон.
«Мичиган-стэдиум» является самым вместительным университетским стадионом в США и одним из самых больших среди футбольных стадионов в мире. Вместимость сооружения составляет 109 901 человек, однако посещаемость мероприятий часто превышает 111 000 человек. Такие рекордные показатели для чемпионата NCAA являются привычными для «Мичиган-стэдиума», особенно после прихода в команду Бо Шемблехера. Мичиганский университет является постоянным соперником многих учебных заведений, включая университет штата Мичиган, Нотр-Дам и университет штата Огайо. ESPN же считает соперничество университетов Мичигана и Огайо величайшим соперничеством в американском спорте.

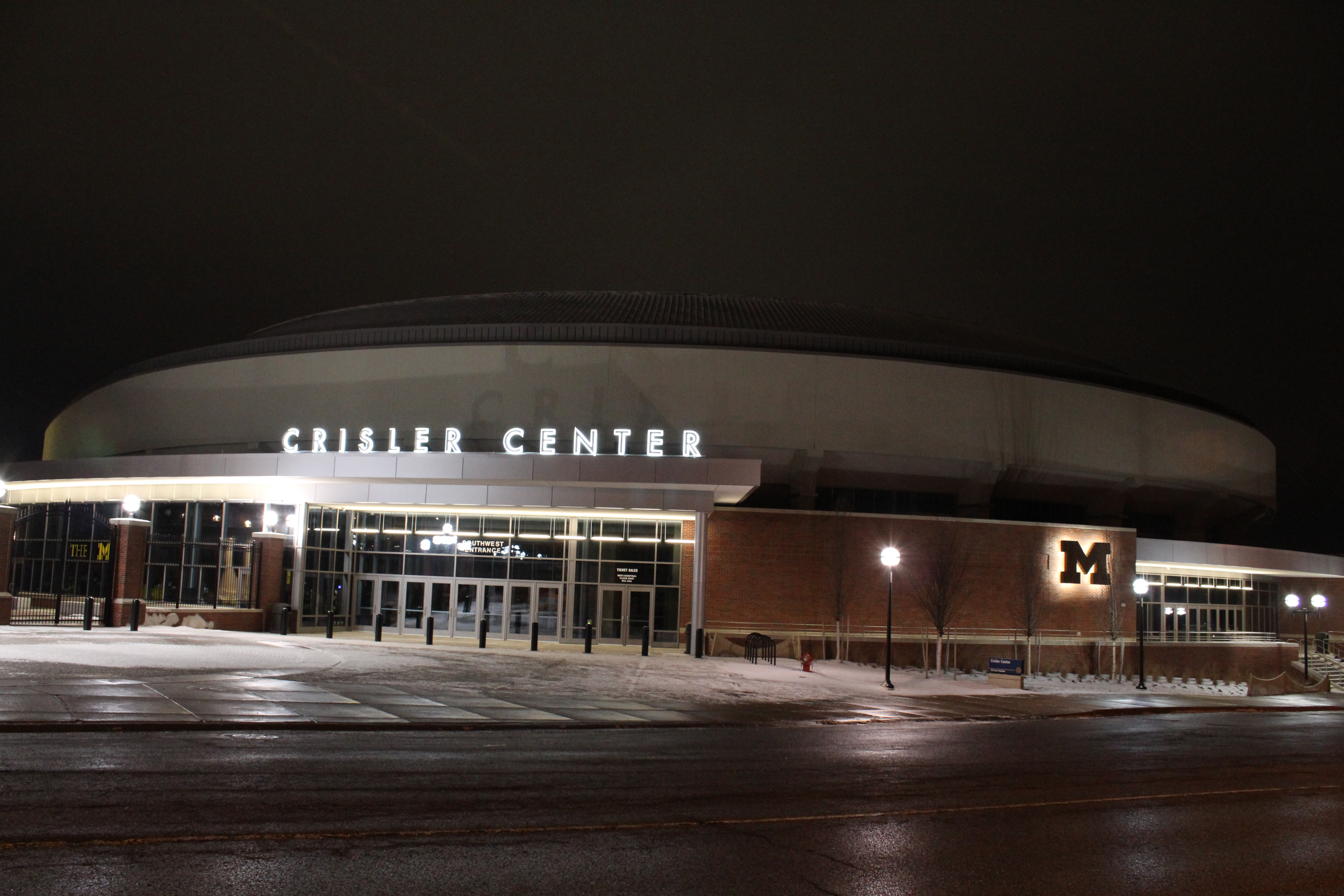
Крайслер-центр

Мужская команда по хоккею с шайбой, выступающая в «Йост-айс-арене», девять раз становилась национальным чемпионом, а мужская баскетбольная команда, проводящая домашние матчи в «Крайслер-центре», пять раз доходила до Финала четырёх, а в 1989 года стала победителем чемпионата NCAA. Однако в 1990-х годах команда была втянута в скандал с букмекерскими ставками и на неё был наложен четырёхлетний испытательный срок. Она также добровольно отказалась от одержанных побед в сезонах с 1992/93 по 1995/96, когда игроки получали деньги за подтасовку результатов, а также от попаданий в Финал четырёх в 1992 и 1993 годах.
Сборная университета по борьбе, гимнастике и женская волейбольная команда выступают в Клифф Кин-арене, названой в честь Клиффа Кина, который долго время был тренером по борьбе, в 1990 году
На момент окончания Олимпийских игр 2014 года 236 студентов и тренеров Мичиганского университета принимали участие и завоёвывали медали на всех летних Олимпийских играх, кроме игр 1986 года, а также завоёвывали золотые медали на всех, кроме четырёх, Олимпийских играх. Всего студенты Мичиганского университета завоевали 151 олимпийскую медаль: 72 золотых, 39 серебряных и 40 бронзовых.